# Чернігівський обласний академічний український музично-драматичний театр імені Тараса Шевченка

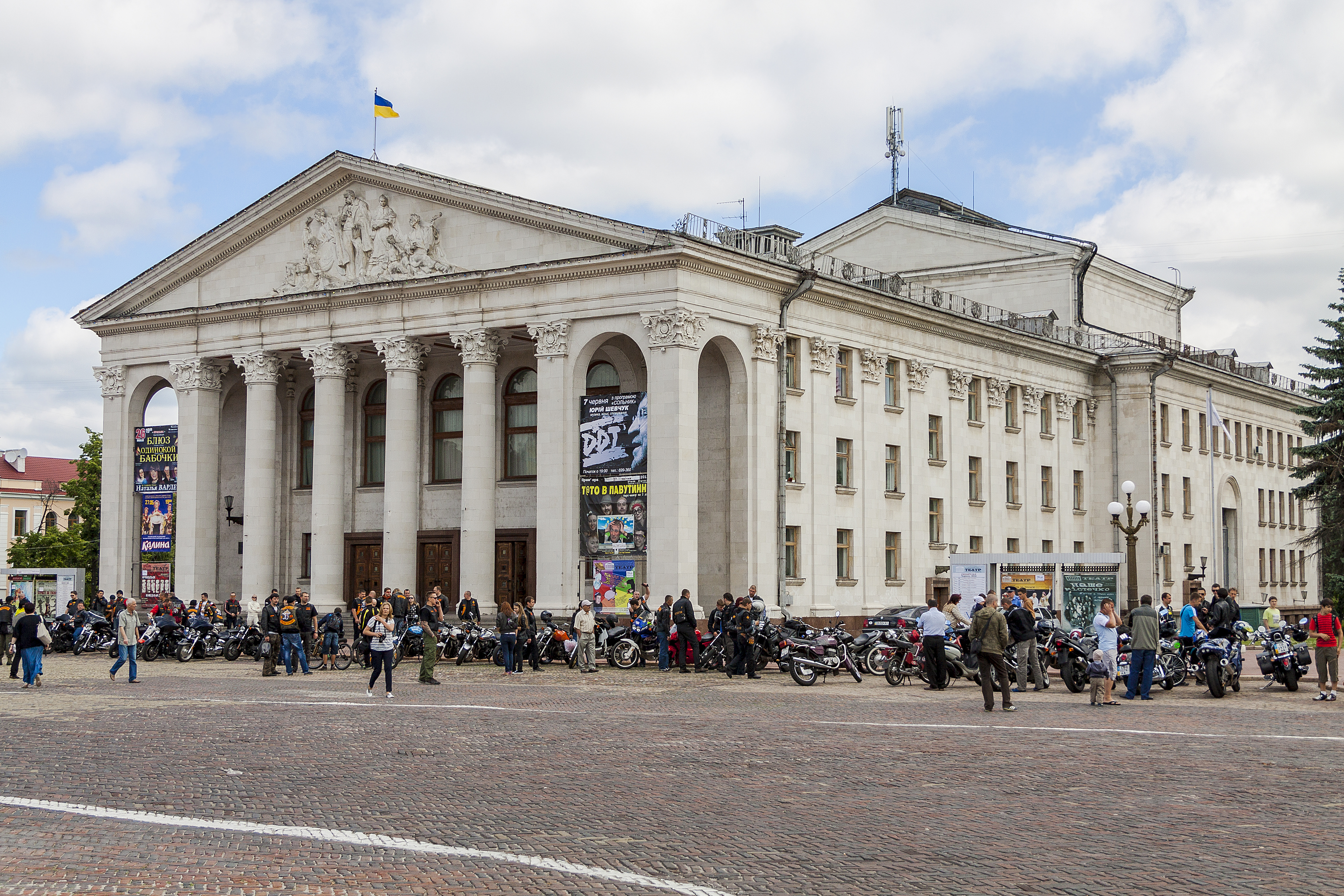
Загальний вигляд

Черні́гівський обласни́й академі́чний украї́нський музи́чно-драмати́чний теа́тр і́мені Тара́са Шевче́нка — театр у м. Чернігові, провідна театральна сцена міста і Чернігівської області. Один із найстаріших в Україні серед обласних театрів, створених у 1920-ті роки під час українізації в УРСР. Названий в честь українського поета Тараса Шевченка.

## Історія

### Створення і довоєнна діяльність
Музично-драматичний театр ім. Т. Г. Шевченка засновано в травні 1926 року внаслідок реорганізації робітничого драматичного гуртка при Єлисаветградському (нині Кропивницький) машинобудівному заводі «Червона зірка» із залученням кількох професійних акторів. Серед цих акторів були Галина Ольшевська, Андрій Андрієнко, Василь Хмурий, Ольга Долинська, О. Рясна, Леонід Задніпровський, Федір Костенко, П. Царько та інші. Са́ме вони і стали фундаторами театру і тривалий час працювали в ньому. Очолював цей робітничо-селянський український пересувний драматичний театр імені Т. Г. Шевченка (таку назву театр отримав від першого дня свого заснування) актор і режисер Леонід Предславич.
Відкривався театр виставою «Наталка Полтавка» Івана Котляревського. У репертуарі перших років були такі вистави: «Гайдамаки» Тараса Шевченка, «Суєта» Івана Карпенка-Карого, «Мірандоліна» Карло Гольдоні, «Живий труп» Льва Толстого та інші. Подорожуючи по містах і селах нинішньої Кіровоградщини, вже за перший рік роботи театр обслужив понад 55 тисяч глядачів, показавши у 45 населених пунктах 196 вистав.
1933 року після гастролей колективу театру в Казахстані, де проходив тоді двомісячник української культури, Наркомос УРСР відрядив театр у повному складі для обслуговування трудящих новоутвореної (7 жовтня 1932 року) Чернігівської області. На початку 1934 року саме тут, у Чернігові, він отримав статус стаціонарного сценічного колективу. Офіційною назвою установи стала Чернігівський державний обласний український музично-драматичний театр імені Т. Г. Шевченка. Деякі з дослідників схильні розпочинати історію чернігівського драмтеатру саме з цієї події й цього часу — такої думки, зокрема, дотримується автор статті про театр в Українській Радянській Енциклопедії Л. Т. Зайчик.
До Другої світової війни в установі, яка була однією з провідних в Україні, розкрились творчі таланти багатьох акторів, серед яких — Володимир Волгрик, Олександра Дудківська, Віра Майська, Надія Зарницька, Петро Січовий, Олександр Бірєв-Паливода, М. Хмара, Володимир Коновалов, Іван Лиховид, Лев Сабінін, М. Поет, В. Кречет, Марія Наговська, Валентина Болейко, актор і художник С. Макаров. Багато з них віддали Чернігівському театру найкращі роки свого творчого життя. Художнє керівництво в театрі здійснював Григорій Воловик, музичну частину очолював соратник Марка Кропивницького, диригент і композитор, заслужений діяч мистецтв УРСР Матвій Васильєв.
Творчим досягненням чернігівських театралів цього періоду стала постановка вистави «Фата моргана» за однойменною повістю Михайла Коцюбинського, що стала спільним доробком драматурга Якова Мамонтова, режисера Григорія Воловика і всього колективу театру. У березні 1939 року відбулася прем'єра вистави «Тарас Шевченко» за п'єсою Юрія Костюка у постановці Григорія Воловика, яку театр підготував до 125-річчя від дня народження Кобзаря. Роль молодого Шевченка виконував Володимир Волгрик. Вистава з успіхом була показана в столиці України Києві, де виконавець заголовної ролі був нагороджений ювілейною шевченківською медаллю. Також у довоєнному репертуарі театру були такі вистави, як «Дай серцю волю, заведе в неволю» Марка Кропивницького, «Ой, не ходи, Грицю, та й на вечорниці» Михайла Старицького, «Розбійники» Фрідріха Шіллера, «Витівки Скапена» Жана-Батіста Мольєра і чимало інших. Першим в Україні Чернігівський театр здійснив постановку творам свого земляка-чернігівця Івана Кочерги «Майстри часу» та «Підеш — не вернешся»; одним з перших ставив п'єси Олександра Корнійчука, зокрема незабутню «В степах України»; неодноразово звертався до постановки п'єс Івана Микитенка.

### 1940-1960-ті
У червні 1941 року чернігівські «шевченківці» перебували на гастролях у місті Орлі (Росія). З оголошенням про початок Німецько-радянської війни на загальних зборах творчого колективу ухвалили рішення про припинення його роботи як творчої одиниці, натомість зі створенням 3 концертних бригад, що вирушили на фронт. Частина акторів, зокрема Василь Хмурий, Володимир Коновалов та керівник хору Д. Ісенко, повернувшись до Чернігова, згодом увійшли до складу партизанського з'єднання Олексія Федорова, який діяв на окупованій Чернігівщині. Вони створили там так званий «Театр Лісограда», що влаштовував театральні вистави і концерти для партизанів і населення окупованих територій.
Після визволення Чернігова у вересні 1943 року Чернігів, як і чимало інших міст в Україні, лишався напівзруйнованим, у цих складних умовах рештки театральної трупи, зібравшись, відновили роботу театру у непристосованому приміщенні вцілілого Єлецького монастиря на 300 місць. У ці перші повоєнні роки колектив стикнувся з численними труднощами — відсутність театрального майна і посібників, брак акторів, при тому поступово відновлюючи довоєнний репертуар і ставлячи нові вистави. Від кінця 1943 до 1953 року художнє керівництво театром здійснював заслужений артист УРСР Дмитро Котевич, а від 1953 до 1960 року — заслужений артист Казахської РСР Б. А. Лур'є.
Після війни до театру прийшли актори, майбутні заслужені артисти УРСР Марія Бебешко, Микола Розцвіталов, Петро Губарєв, І. Лиховид, Володимир Ігнатенко, а також талановиті актори — Т. Бовкун, Г. Заславець, П. Сердюк, Анатолій Яценко, М. Уманець, Г. Гродзицька, В. Майська, композитор і диригент Юрій Котеленець, який очолив музичну частину театру, балетмейстери В. Кальницький, М. Сахно. В репертуарі театру цього періоду (і в 50-ті роки) були такі вистави, як «Безталанна» Івана Тобілевича, «Не судилось» та «Циганка Аза» Михайла Старицького, «У неділю рано зілля копала» за Ольгою Кобилянською, «Украдене щастя» Івана Франка, «Платон Кречет», «Макар Діброва» та «В степах України» Олександра Корнійчука, «Останні» та «На дні» Максима Горького, «Ревізор» Миколи Гоголя, «Дві сім'ї» та «Дай серцю волю, заведе в неволю» Марка Кропивницького та інші. У чернігівських виставах «Украдене щастя» та «В степах України» декілька разів брали участь майстри української театральної сцени Наталія Ужвій, Амвросій Бучма, Юрій Шумський та Євген Пономаренко. 1956 року урочисто відзначили 30-річчя чернігівського драмтеатру.
5 листопада 1959 року виставою «Щорс» Юрія Дольд-Михайлика відбулося відкриття нового театрального сезону у новозбудованому приміщенні Чернігівського обласного театру, яке надавало всі можливості для здійснення значимих і масштабних сценічних постановок. Від 1960 до 1965 року головними режисерами короткотерміново були М. Бондаренко, М. Вельямінов та П. Морозенко. 1965 року головним режисером театру став заслужений артист УРСР Віталій Рудницький, який керував творчим процесом до 1983 року.
На початку 60-х років до театру прийшло нове поповнення: народний артист УРСР Борис Лучицький, заслужені артисти УРСР Анжеліка Лучицька, Володимир Тось (директор театру), Нонна Рудницька, артисти Алла Мацуєва (Абелєва), Анатолій Гурський, Володимир Курилов, Віктор Мірошниченко, Анатолій Філіпов, Емма Мороз, Петро Мороз, Іван Тарасов (усі вони згодом отримали почесні звання), а також артисти Ольга Зеленська, Тамара Рубан, Клавдія Муціянова, Валентина Усова, Марія Мельник, Анатолій Галімон, М. Ушаньова, Георгій Макаренко, режисер Леонід Отрюх (пізніше — заслужений артист УРСР). Пізніше до творчого складу театру були зараховані артисти В. Єременко, А. Ковальський, В. Соломко, О. Гонтар, Вадим Васильєв та Філіппов Анатолій (згодом народний артист України), Олена Латиш (згодом — директор театру, заслужений працівник культури України), режисер Юрій Табурянський. У цей час поставлено багато чудових вистав. Так, 9 березня 1961 року відбулася прем'єра опери Миколи Аркаса «Катерина» за однойменною поемою Тараса Шевченка (диригент В. Вітковський, режисер О. Сапсай), що мала надзвичайний успіх. Успішною також стала постановка чернігівськими «шевченківцями» драми «Потомки запорожців» Олександра Довженка — на республіканському огляді 1964 року її визнано найкращою.

### Чернігівські «шевченківці», 1970-1980-ті
У 1970—1980-х роках трупу поповнили народний артист УРСР Владилен Попудренко, заслужені артистки УРСР Жанна Фадєєва та Нонна Рудницька, артисти Антоніна Баглій, Петро Дехтяренко, Валентин Судак, Володимир Клименко, Олена Бондаренко, Ганна Пащенко, Ольга Козунова, Любов Колесникова, молоді режисери С. Павлов та Петро Ластівка. У цей період в театрі поставлено десятки різноманітних вистав, які мали довге сценічне життя. Зокрема, з-поміж найуспішніших проєктів цього часу «Сорочинський ярмарок» Михайла Старицького (за Миколою Гоголем), «Назар Стодоля» Тараса Шевченка, «Ревізор» Миколи Гоголя, «Витівки Хануми» Авксентія Цагарелі, «Полум'яні літа» за Олександром Довженком (режисер заслужений артист УРСР Віталій Рудницький), «Вій, вітерець!» Яніса Райніса, «Фата моргана» Якова Мамонтова (за Михайлом Коцюбинським), «Украдене щастя» Івана Франка, «Святая святих» Йона Друце, «Безталанна» Івана Тобілевича, «За двома зайцями» Михайла Старицького, «Дівчина і море» Дмитра Шевцова, «Ніна Сагайдак» Вадима Бойка, «А зорі тут тихі» Бориса Васильєва, «Солдатська вдова» Миколи Анкілова (режисер заслужений артист УРСР Леонід Отрюх), «Американська трагедія» Теодора Драйзера, «Підступність і кохання» Фрідріха Шіллера, «Безприданниця» Олександра Островського, «Грушенька» за Миколою Лєсковим, «Слуга двом панам» Карло Гольдоні (режисер Юрій Табурянський), «Тил» Миколи Зарудного, «Дикий ангел» Олексія Коломійця (режисер С. Павлов), «Мартин Боруля» Івана Карпенка-Карого, «Поріг» Олексія Дударєва, «Серце Луїджі» Івана Буковчана (режисер Петро Ластівка).
Наявність в театрі професійного оркестру, хору і балету, та найголовніше — артистів з прекрасними вокальними даними, обумовила появу в репертуарі театру класичних і сучасних музичних комедій та оперет. Зокрема, на сцені Чернігівського театру у 60-х — 80-х роках були поставлені і користувалися успіхом у глядачів такі оперети, як «Севастопольський вальс» Костянтина Листова, «Поцілунок Чаніти» та «Трембіта» Юрія Мілютіна, «Під чорною маскою» Людмили Лядової, «Роза вітрів» Бориса Мокроусова, класичні «Сільва», «Маріца» та «Герцогиня з Чикаго» Імре Кальмана, «Моя прекрасна леді» Ф. Лоу, «Мадемуазель Нітуш» Флорімона Ерве, «Три мушкетери» Максима Дунаєвського тощо. За диригентським пультом стояли Володимир Заславський, Юрій Котеленець, заслужений артист України Дмитро Білоус.
У 1976 році театр нагороджено Почесною грамотою Президії Верховної Ради УРСР.

### Кінець 1980-х — 1990-ті
У 1987–1998 роках директором театру була заслужений працівник культури України Олена Латиш.
У 1984–2003 роках художнє керівництво в театрі здійснював народний артист України та СРСР Володимир Грипич. Він здійснив чимало яскравих постановок — «Іваном звуть його» за кіносценарієм Олександра Довженка «Повість полум'яних літ», «Енеїда» за Іваном Котляревським, дума-опера «Сліпий» за поемою Тараса Шевченка «Невольник», «Княжна Чорна» за романом Дмитра Міщенка «Сіверяни», «Чернігівка» за однойменним твором Миколи Костомарова, «Яма» («Женя») за повістю Олександра Купріна, «Мати-наймичка» за повістю Тараса Шевченка та багато інших.
На посаді чергового режисера-постановника у 1995–2002 роках у театрі працював вихованець Володимира Грипича, молодий режисер Андрій Бакіров, котрий здійснив на чернігівській сцені такі вистави: «Живи і пам'ятай» Валентина Распутіна, «Сон літньої ночі» Вільяма Шекспіра, «Історія про щастя і біду та кохання у саду» за творами Федеріко Гарсіа Лорки, «Три сестри» Антона Чехова, «Людина і джентльмен» Едуардо де Філіппо, «Ідентифікація танго» за творами Славомира Мрожека, Ежена Йонеску та Федора Достоєвського, «Мертві душі» Михайла Булгакова за поемою Миколи Гоголя.
Від 1988 року працює в театрі черговим режисером-постановником Віра Тимченко. За цей час вона здійснила багато постановок різножанрових вистав, як для дорослих, так і для підростаючого покоління, серед яких «Закон» Володимира Винниченка, «Ваш хід, королево!» Ежена Скріба, «Вісім люблячих жінок» Робера Тома, «Весілля з генералом» Євгена Птичкіна за творами Антона Чехова, «Моя прекрасна леді» Фредерика Лоу, «Запорожець за Дунаєм» Семена Гулака-Артемовського, «Лісова пісня» Лесі Українки, «Сорочинський ярмарок» Михайла Старицького (за Миколою Гоголем), «Вас запрошує оперета» (концерт-вистава за сторінками класичних оперет), «У неділю рано зілля копала» за Ольгою Кобилянською, «Сватання на Гончарівці» Г. Квітки-Основ'яненка, «Шельменко-денщик» Михайла Ножкіна (за твором Григорія Квітки-Основ'яненка), «Слуга двох панів» Карло Гольдоні, «Білосніжка та семеро гномів» О. Табакова та Л. Устинова (за п'єсою братів Грімм), «Кайдашева сім'я» І. Нечуя-Левицького, тощо.
У 2001 році (директор театру Мироненко Сергій Павлович) за високі творчі досягнення та у зв'язку з 75-річчям Чернігівському українському музично-драматичному театру ім. Т. Г. Шевченка надано статус академічного.

### Театр у 2000—2015 роках
У 2000–2007 роках працював у театрі режисером-постановником Сергій Кузик, який поставив музичну комедію «О'кей, Мойшо!» Шолом-Алейхема, народну комедію «Наталка Полтавка» Івана Котляревського, комедію «Не тільки про любов» за п'єсою «Східна трибуна» та трагікомедію «Нічні розваги з молодим Козерогом» Олександра Галіна, театральну фантазію «Мольєр» Михайла Булгакова, драму «Відьма» за поемою Тараса Шевченка, вистави для дітей.
Як режисер-постановник, від 2003 року, працював у театрі Микола Карасьов (2006-2009 роки головний режисер театру). За цей час він здійснив постановки таких вистав, як сумна комедія «Коли відкриєш очі…» за п'єсою Миколи Коляди «Ми їдемо, їдемо, їдемо в далекії краї», комедія-жарт «Одружуйтесь, і ну вас к бісу!» за одноактівками Антона Чехова «Ведмідь» та «Освідчення», гламурна комедія «Кумир душі моєї…» за п'єсою Дениса Фонвізіна «Бригадир», містичний фарс «Панночка» Ніни Садур за повістю Миколи Гоголя «Вій», трагікомедії «Історія з метранпажем» та «Двадцять хвилин з янголом» Олександра Вампілова («Провінційні анекдоти»), ряд постановок для дітей.
Певні кризові явища в колективі Чернігівського драмтеатру почалися у 2-й половині 2000-х років. За 10 років (1999-2009) змінилося 4 директори театру (В. Гаврилюк, С. Мироненко, Л. Смоляк, І. Семененко, заслужений артист України). У червні 2009 року рішенням сесії Чернігівської облради на посаду генерального директора комунального підприємства «Чернігівський обласний академічний український музично-драматичний театр ім. Т.Г. Шевченка» був призначений Сергій Линник, який обіймав цю посаду до березня 2015 року. З травня 2015 року генеральним директором театру призначено Сергія Мойсієнка, заслуженого діяча мистецтв України.
Художнє керівництво колективом з 2010 року здійснює головний режисер театру, заслужений артист України Андрій Бакіров. Вагомий внесок у творчу діяльність театру зробили свого часу головний диригент театру заслужений діяч мистецтв України Анатолій Ткачук та головний художник заслужений працівник культури України Олександр Симоненко.
За останні п’ять років репертуар театру поповнився такими серйозними роботами, як «Дуже старий сеньйор з великим крилами» А. Курейчика за мотивами оповідання Г. Маркеса, «Безумний день, або весілля Фігаро» П.-О. Бомарше, «Наше містечко» Т. Уайлдера, «Запорожець за Дунаєм» С. Гулака-Артемовського, «Пісочниця» М. Вальчака, «Назар Стодоля» Т. Шевченка, «Нельська вежа» О. Дюма, «Останній палко закоханий» Н. Саймона, «Кайдашева сім'я» І. Нечуя-Левицького, «Мати-наймичка», опера «Катерина» та дума-опера «Сліпий» за творами Т. Шевченка, «Каліка з острова Інішмаан» М. МакДонаха, «ЖадOFF» за п’єсою О. Островського, «Комедія помилок» В. Шекспіра, «Одержима» Лесі Українки, «Циганка Аза» М. Старицького, «Не плачте за мною ніколи…» за твором М. Матіос та інші.
У 2010 році на Міжнародний день театру 27 березня репрезентовано офіційний вебсайт театру [Архівовано 2 лютого 2019 у Wayback Machine.][4].
У Чернігові на базі драмтеатру відбувається традиційний Міжнародний фестиваль «Слов'янські театральні зустрічі», (заснований у 1990 році з ініціативи колишнього директора театру, заслуженого працівника культури України Олени Павлівни Латиш). Співзасновниками цього фестивалю були директори Заслуженого колективу Республіки Білорусь Гомельського обласного драматичного театру Валентина Георгіївна Роговська і Ордена Трудового Червоного Прапора Брянського театру драми імені О.К. Толстого Володимир Андрійович Макаров. Спочатку творчі колективи са́ме цих театрів і були постійними учасниками чернігівського фестивалю, згодом заснувавши у своїх містах театральні фестивалі з такою ж назвою. Починаючи з 1994 року Чернігівський театр постійно запрошується до участі в традиційних фестивалях «Слов’янські театральні зустрічі», які щороку проводяться у Брянську і Гомелі.
Пізніше до складу учасників Чернігівського фестивалю долучилися театральні колективи з інших міст України. Починаючи з 2001 року, коли фестиваль отримав статус Міжнародного, до участі в ньому запрошуються театральні колективи з усієї України, Білорусі, Польщі, Росії, слов’яномовні прибалтійські театри. У березні 2016 року в Чернігові відбувся XXIV Міжнародний фестиваль «Слов’янські театральні зустрічі», присвячений 90-й річниці утворення Чернігівського обласного академічного українського музично-драматичного театру імені Т.Г. Шевченка.
2015 року у театрі була здійсна постановка вистави "Одержима" Л.Україник в режисері О.Лаптія. 

### Здобутки театру за 2015—2018 роки
2015 рік
Жовтень, м. Чернівці, Х фестиваль комедії «Золоті оплески Буковини».
За результатами фестивалю перше місце у номінації «кращий режисерський задум та втілення» присуджено «Комедії помилок» В.Шекспіра у постановці художнього керівника, заслуженого артиста України Андрія Бакірова. У номінації «краща чоловіча роль другого плану» переможцем став артист театру Дмитро Літашов за роль Дроміо та спеціальну відзнаку «Майбутнє української сцени» отримав артист театру Євген Бондар за роль Антіфола. 
За версією альтернативного (журналістського) журі «Комедію помилок» В.Шекспіра Чернігівського облмуздрамтеатру визнано кращою виставою.
Листопад, м. Ніжин Чернігівської області, XII Міжнародний фестиваль жіночої творчості імені М.К.Заньковецької.
Згідно з рішенням журі фестивалю за високу індивідуальну майстерність нагороджені дипломами в номінації «За кращий жіночій комедійний дует» артистки театру Наталія Максименко за виконання ролі Джейн та Вікторія Пеняєва за виконання ролі Бетті у виставі «Смішні гроші» Рея Куні.
2016 рік
Квітень, м. Полтава, VIII Відкритий регіональний фестиваль театрального мистецтва «В гостях у Гоголя». 
Вистава «Ніч перед Різдвом» за повістю М.Гоголя у постановці художнього керівника – головного режисера театру, заслуженого артиста України Андрія Бакірова відкривала фестивальну програму.
Травень, м. Херсон. XVIII Міжнародний театральний фестиваль «Мельпомена Таврії».
Згідно з рішенням Експертної ради фестивалю Гран-прі фестивалю присуджено Чернігівському академічному облмуздрамтеатру ім. Т.Г.Шевченка за виставу «Комедія помилок» В.Шекспіра. Також відзначено серед найкращих у двох номінаціях «Режисура» та «Сценографія» – режисер-постановник, заслужений артист України Андрій Бакіров; у номінації «Жіноча роль» – артистка Світлана Бойко; у номінації «Чоловіча роль другого плану» – артист Дмитро Літашов.
Вересень, м. Брест (Білорусь), Міжнародний театральний фестиваль «Біла вежа». 
За підсумками найпрестижнішого театрального фестивалю Білорусі «Біла вежа» творчий колектив Чернігівського облмуздрамтеатру ім. Т.Г.Шевченка визнано «Кращим акторським ансамблем» за виставу «Ніч перед Різдвом» за повістю М.Гоголя у постановці художнього керівника, заслуженого артиста України Андрія Бакірова.
Жовтень, м. Чернівці, ХІ фестиваль комедії «Золоті оплески Буковини».
За результатами фестивалю шевченківці визнані переможцями за виставу «Ніч перед Різдвом» за повістю М.Гоголя у номінаціях «кращий режисерський задум та втілення» і «краще музичне вирішення вистави» (режисер-постановник, заслужений артист України Андрій Бакіров), а також у номінації «краще пластичне вирішення» (балетмейстер Катерина Гриськова).
Листопад, м. Ніжин Чернігівської області, Міжнародний фестиваль жіночої творчості імені М.К.Заньковецької.
Згідно з рішенням журі фестивалю за високу індивідуальну майстерність визнано лауреатом фестивалю і нагороджено дипломом у номінації «Краща жіноча роль другого плану» актрису Ірину Лозовську за виконання ролі Люціани у виставі «Комедія помилок» В.Шекспіра (режисер-постановник, заслужений артист України Андрій Бакіров).
Листопад, м. Чернігів-Київ, Оргкомітет Національного бізнес-рейтингу в Україні.
У листопаді завершено загальнодержавний фінансово-економічний аналіз діяльності суб’єктів господарювання України, за результатами якого заклад здобув у номінації «Результативність та рентабельність»: Золото рейтингу серед суб’єктів господарювання України та Золото рейтингу серед суб’єктів господарювання Чернігівської області. За повідомленням голови Оргкомітету Національного бізнес-рейтингу в Україні закладу і за досягнення високих результатів господарювання присвоєно статус «Державне підприємство року 2016».
2017 рік
Березень, м. Чернігів-Київ, участь у конкурсі «Taking the Stage», запровадженому Британською радою в Україні.
За рішенням журі конкурсу з-поміж сорока заявок, поданих від різних театрів, грант на постановку отримали десятеро, серед них і Чернігівський театр – на постановку вистави «Як боги впадуть – безпечно не буде» сучасного англійського драматурга Сельми Дімітрієвич (режисер-постановник Вікторія Філончук, художник-сценограф Ольга Філончук), прем’єра якої відбулася 11 березня.
Квітень, м. Краків (Польща), IV Міжнародний Фестиваль Українського Театру в Кракові «Схід – Захід»-2017.
Вистава шевченківців «Комедія помилок» В.Шекспіра була відзначена у двох номінаціях фестивалю: Дипломом лауреата фестивалю серед кращих вистав у категорії професійних театрів та Дипломом фестивалю за кращу режисерську роботу нагороджено заслуженого артиста України Андрія Бакірова.
Травень, м. Гомель (Білорусь), ХІІІ Міжнародний фестиваль театрального мистецтва «Слов’янські театральні зустрічі». 
Творчий колектив Чернігівського облмуздрамтеатру ім. Т.Г.Шевченка став переможцем цього традиційного фестивалю з виставою «Комедія про… сенс існування» за п’єсою В.Рудова у постановці режисера театру Тетяни Шумейко.
Червень, м. Томашов Любельський (Польща), участь оркестру Чернігівського облмуздрамтеатру ім. Т.Г Шевченка у Першому Міжнародному Літньому Фестивалі музичного мистецтва.
Липень, м. Львів, ІІІ Міжнародний фестиваль театрів ляльок «І люди, і ляльки». 
Успішним був виступ шевченківців з виставою «Комедія помилок» В.Шекспіра на сцені Львівського академічного драматичного театру імені Лесі Українки, котрим випала честь закривати фестивальну програму.
Жовтень, м. Чернівці, ХІІ фестиваль комедії «Золоті оплески Буковини».
Згідно з рішенням журі фестивалю чернігівці визнані переможцями у трьох номінаціях: за краще пластичне вирішення вистави; за кращу головну чоловічу роль – арт. Дмитро Літашов за виконання ролі Єврея і арт. Євген Бондар за виконання ролі Петра; — за кращу головну жіночу роль – арт. Микола Лемешко за виконання ролі Мелашки у виставі «Комедія про нещасливого селянина, його жінку Мелашку, єврея Давида і чорта, який втратив сенс існування» за п’єсою В.Рудова у постановці режисера Тетяни Шумейко.
Листопад, м. Ніжин Чернігівської області, XIII Міжнародний фестиваль жіночої творчості імені М.К.Заньковецької.
Рішенням журі фестивалю за високу індивідуальну майстерність нагороджені дипломом у номінації «За кращий жіночий акторський дует» заслужена артистка України Наталія Максименко та артистка Тетяна Шумейко за виконання ролей Матері та Доньки у виставі «Як боги впадуть — безпечно не буде» С.Дімітрієвіч, поставлену молодим режисером Вікторією Філончук в рамках мистецького проєкту, запровадженого Британською радою в Україні.
2018 рік
Січень, м. Київ, урядовий захід з вшанування пам’яті про подвиг Героїв Крут.
З метою вшанування пам’яті про подвиг Героїв Крут художній керівник театру, заслужений артист України Андрій Бакіров зробив сценічну версію драматургічного твору А.Покришеня «Балада про Крути». За сприяння Міністерства культури України презентація мистецького проєкту «Балада про Крути» відбулася 29 січня на сцені Національного академічного драматичного театру імені Івана Франка під час урочистого урядового заходу, присвяченого 100-річюю подвигу Героїв Крут.
Лютий, м. Київ, Міністерство культури України, Премія імені Леся Курбаса.
Згідно з рішенням Комітету з присудження премії імені Леся Курбаса у 2018 році запроваджену Міністерством культури України щорічну Премію імені Леся Курбаса присуджено заслуженому артисту України Андрію Рінатовичу Бакірову за постановку вистави «Вій. Докудрама» Н.Ворожбит за мотивами повісті М.Гоголя в Чернігівському обласному академічному українському музично-драматичному театрі імені Т.Г.Шевченка.
Квітень, м. Краків (Польща), V Міжнародний Фестиваль Українського Театру в Кракові «Схід–Захід».
Згідно з рішенням журі фестивалю Чернігівський обласний академічний український музично-драматичний театр ім. Т.Г.Шевченка удостоєний Гран-прі фестивалю за музичну комедію «Ніч перед Різдвом» за повістю М.Гоголя, поставлену режисером, заслуженим артистом України Андрієм Бакіровим. Крім того, диплом лауреата Фестивалю за кращу роль другого плану здобув артист Сергій Пунтус за виконання ролі Чорта.
Травень, м. Херсон. XX Міжнародний театральний фестиваль «Мельпомена Таврії».
У зв’язку з рішенням організаторів не призначати нагород учасникам фестивалю, вистава «Вій. Докудрама» Н.Ворожбит у постановці режисера, заслуженого артиста України Андрія Бакірова – за визначенням театрознавців і відомих театральних критиків України – була визнана «родзинкою» фестивальної програми.
Вересень, м. Сєвєродонецьк Луганської області, Перший Всеукраїнський театральний фестиваль «СвітОгляд».
Блискучий виступ на фестивалі з музичною комедією  «Ніч перед Різдвом», створеної за мотивами повісті М.Гоголя режисером-постановником, заслуженим артистом України Андрієм Бакіровим.
Жовтень, м. Чернігів-Київ, Оргкомітет Національного бізнес-рейтингу в Україні.
За підсумками загальнодержавного комплексного ранжування юридичних осіб на основі аналізу фінансово-економічних показників визначено найбільш успішних представників національної економіки. Чернігівський театр завдяки ефективності обраної стратегії розвитку зайняв високі позиції в рейтингу і був номінований на відзнаку «Лідер року 2018»:  «Золото рейтингу» (2 місце у числі 9 номінантів) серед суб’єктів господарювання України за показником «Тривалість фінансового циклу» та «Золото» (1 місце) серед суб’єктів господарювання Чернігівської області за показником «Чистий дохід від реалізації продукції, товарів, робіт, послуг». Звання лідера підтверджується Національним сертифікатом і медаллю «Лідер року 2018».
Листопад, м. Ніжин Чернігівської області, XIV Міжнародний фестиваль жіночої творчості імені М.К.Заньковецької.
Рішенням журі фестивалю за високу індивідуальну майстерність нагороджено дипломом у номінації «За кращу жіночу роль другого плану» заслужену артистку України Любов Колесникову за виконання ролі Баби Палажки у виставі «Кайдашева сім’я» за твором І.Нечуя-Левицького у постановці режисера, заслуженого діяча мистецтва України Віри Тимченко.
Листопад, м. Київ, Перший Всеукраїнський театральний фестиваль-премія «ГРА».
30 листопада відбулася урочиста церемонія закриття Фестивалю та вручення Національних театральних Премій за кожною номінацією. Чернігівський обласний академічний український музично-драматичний театр ім. Т.Г.Шевченка став переможцем у номінації «За найкращу драматичну виставу» та отримав Національну театральну Премію Першого Всеукраїнського театрального фестивалю-премії «ГРА».

## Сучасний творчий колектив, репертуар і діяльність
До творчої команди художнього керівника театру, заслуженого артиста України Андрія Бакірова входять режисер-постановник, заслужений діяч мистецтв України Віра Тимченко, головний балетмейстер Ольга Шпаковська, художник по костюмах Ганна Тищенко. Має театр і досвідчений оркестровий колектив, який очолює головний диригент Олексій Рощак.
Зараз у театрі з успіхом працюють народний артист України Валентин Судак, заслужені артисти України Антоніна Баглій, Оксана Гребенюк, Любов Колесникова, Олександр Куковєров, Наталія Максименко, провідні майстри сцени Олена Бондаренко, Анатолій Ковальський Петро Великий, Світлана Бойко, Тетяна Шумейко, артисти-вокалісти Едуард Брагіда, Валентин Корінь, Альберт Лукашов, Владислав Лещенко, Діна Лобур, артисти Ольга Козунова, Микола Мироненко,Наталія Гнатенко, Євген Бондар, Микола Лемешко, Вікторія Пеняєва, Сергій Пунтус, Наталія Пунтус, Дмитро Літашов , Сергій Носенок, Ірина Лозовська, Ксенія Макієвська, Світлана Сурай, Анна Владович, Олександр Манастирський та інші.
А ще є у творчому активі театру чудова балетна група: Віталіна Брагіда, Борис і Дмитро Лойченки, Володимир Кирильченко, Сергій Никонюк, Антоніна Сидоренко, Анастасія Сальнікова, Тетяна Вербило.
У репертуарі театру наразі понад 30 різножанрових вистав, серед яких чільне місце посідають твори української і світової класичної драматургії, такі як «Кайдашева сім’я» за І.Нечуєм-Левицьким, «Сватання на Гончарівці» за Г.Квіткою-Основ’яненком, «За двома зайцями» за М.Старицьким, «Лісова пісня Лесі Українки, «Ніч перед Різдвом» за М.Гоголем, «Комедія помилок» В.Шекспіра, «Скапен» за Мольєром.
Також користуються великим успіхом у глядача вистави сучасних драматургів «Французька вечеря» і «Боїнг-Боїнг» М.Камолетті, «Тато в павутинні» та «Смішні гроші» Р. Куні, «Вій. Докудрама» Н.Ворожбит, дитячі спектаклі «Чарівна Лампа Аладдіна» Саші Лихого, казка-гра «Бука» М. Супоніна, «Неймовірні пригоди Тузика» Ю.Васюка та інші.
Чернігівський академічний облмуздрамтеатр поряд із активною сценічною діяльністю постійно проводить міжнародні театральні фестивалі, бере участь у загальнодержавних і міжнародних театральних проєктах, презентаціях, творчих звітах, мистецько-культурних і громадських акціях. Високу оцінку глядачів неодмінно отримують концертні програми, що готуються творчим колективом театру з нагоди відзначення державних, професійних та мистецьких свят. Подібні заходи є доброю традицією в культурному житті Чернігова.
Колектив Чернігівського театру не раз перебував на гастролях, як у містах колишнього СРСР, так і Європи та світу, брав участь зі своїми виставами у різних театральних фестивалях (Каїрський фестиваль експериментальних театрів, Гданський Шекспірівський фестиваль, Московський Міжнародний фестиваль, присвячений 100-річчю Ф. Гарсіа Лорки, Всеукраїнські фестивалі: академічних театрів «Данапріс» у Запоріжжі, театрального мистецтва «В гостях у М.В. Гоголя у Полтаві, «Коломийські представлення» на Івано-Франківщині, «Вересневі самоцвіти» у Кропивницькому, Чернівецький фестиваль комедії «Золоті оплески Буковини», Ніжинський фестиваль жіночої творчості імені М.К. Заньковецької, Міжнародний театральний фестиваль «Біла вежа» у Бресті, Міжнародний фестиваль театрального мистецтва «Слов’янські театральні зустрічі» у Гомелі, Міжнародний театральний фестиваль «Мельпомена Таврії», Міжнародний Фестиваль Українського Театру в Кракові «Схід–Захід», Перший Всеукраїнський театральний фестиваль «СвітОгляд» у Сєвєродонецьку  та багато інш.)
У 2018 році став переможцем у номінації «За найкращу драматичну виставу» та отримав Національну театральну Премію Першого Всеукраїнського театрального фестивалю-премії «ГРА» за виставу «Вій. Докудрама» Н.Ворожбит за мотивами повісті М.Гоголя.
Протягом останнього десятиліття оновлений і відроджений театр став помітною складовою загальноєвропейського культурного простору, сценічним майданчиком, що продовжує і розвиває засади європейського театру і традиції театру корифеїв, пропагує і збагачує надбання вітчизняної культури.
На базі Чернігівського драмтеатру відбуваються театральні фестивалі: Міжнародний фестиваль «Слов’янські театральні зустрічі», Міжнародний фестиваль моновистав «Чернігівське відлуння», Дитячий театральний фестиваль «На крилах мрій».

### Російське вторгнення в Україну (з 2022)

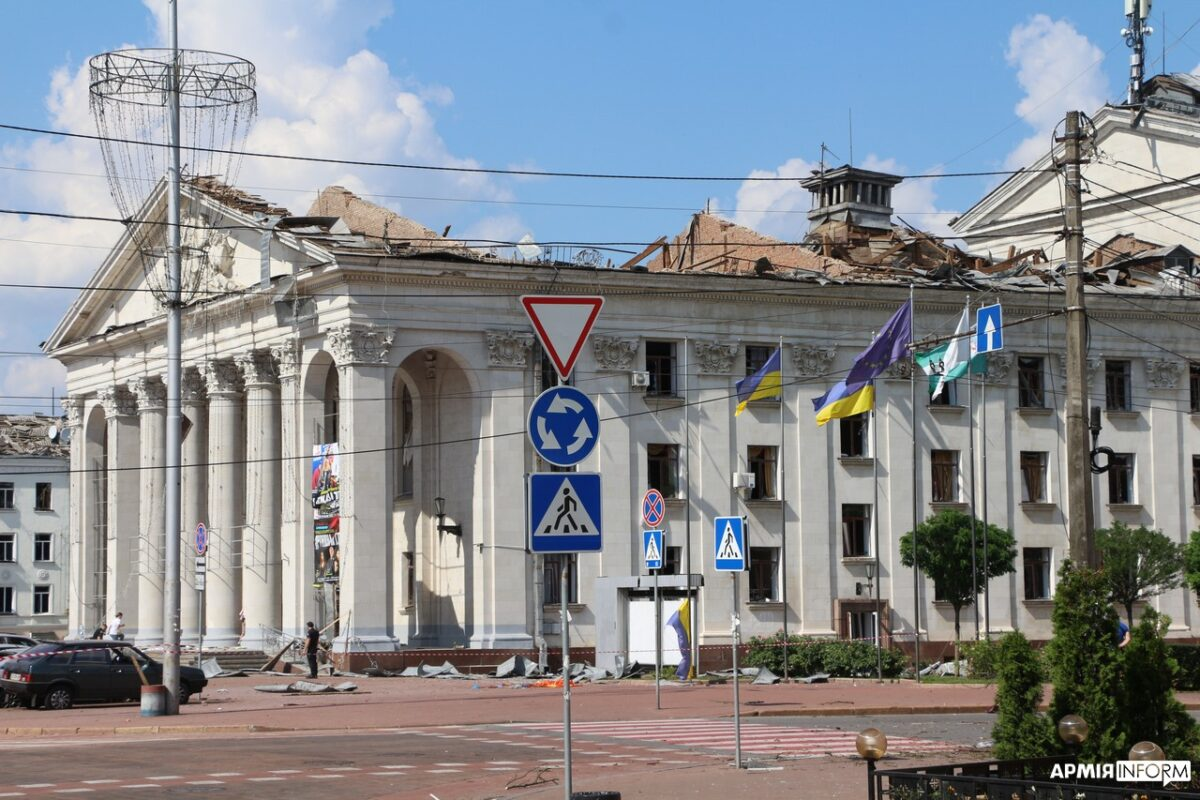
Будівля Драмтеатру після обстрілу

19 серпня 2023 року будівлю театру пошкоджено російським ракетним ударом. Була зруйнована частина будівлі та її дах. Колектив театру звернувся по допомогу у відновленні будівлі.
26 травня 2024 року, за повідомленням художнього керівника театру Андрія Бакірова, театр змушений був призупинити роботу на невизначений термін після мобілізації більшості його співробітників чоловічої статі.
15 листопада на Курському напрямку загинув провідний актор театру Петро Великий.